# Kurd-Laßwitz-díj
A Kurd-Laßwitz-díj (Kurd-Laßwitz-Preis) egy német sci-fi-díj, melyet 1981-től ítélnek oda több kategóriában. A jelölést és a szavazást a sci-fi területén szakmailag aktív szerzők, fordítók, grafikusok, szerkesztők, kiadók, újságírók és a korábbi díjazottak tehetik meg.

## Díjazottak

### Legjobb német nyelvű regény
- 1981: Georg Zauner, Die Enkel der Raketenbauer
- 1982: Wolfgang Jeschke, Der letzte Tag der Schöpfung
- 1983: Richard Hey, Im Jahr 95 nach Hiroshima
- 1984: Thomas R. P. Mielke, Das Sakriversum
- 1985: Herbert W. Franke, Die Kälte des Weltraums
- 1986: Herbert W. Franke, Endzeit
- 1987: Carl Amery, Die Wallfahrer
- 1988: Gudrun Pausewang, Die Wolke
- 1989: Norbert Stöbe, New York ist himmlisch
- 1990: Wolfgang Jeschke, Midas
- 1991: Carl Amery, Das Geheimnis der Krypta
- 1992: Christian Mähr, Fatous Staub
- 1993: Herbert Rosendorfer, Die goldenen Heiligen oder Columbus entdeckt Europa
- 1994: Thomas Ziegler, Die Stimmen der Nacht
- 1995: Hans Joachim Alpers, Das zerrissene Land
- 1996: Hans Joachim Alpers, Die graue Eminenz
- 1997: Andreas Eschbach, Solarstation
- 1998: nincs díjazott
- 1999: Andreas Eschbach, |Das Jesus Video
- 2000: Andreas Eschbach, Kelwitts Stern
- 2001: Michael Marrak, Lord Gamma
- 2002: Andreas Eschbach, Quest
- 2003: Michael Marrak, Imagon
- 2004: Andreas Eschbach, Der Letzte seiner Art
- 2005: Frank Schätzing, Der Schwarm
- 2006: Wolfgang Jeschke, Das Cusanus-Spiel
- 2007: Herbert W. Franke, Auf der Spur des Engels
- 2008: Andreas Eschbach, Ausgebrannt
- 2009: Dietmar Dath, Die Abschaffung der Arten
- 2010: Andreas Eschbach, Ein König für Deutschland
- 2011: Uwe Post, Walpar Tonnraffir und der Zeigefinger Gottes
- 2012: Andreas Eschbach, Herr aller Dinge
- 2013: Dietmar Dath, Pulsarnacht

### Legjobb novella
1997-től egybeolvad a rövid történet kategóriával
- 1981: Thomas Ziegler, Die sensitiven Jahre
- 1982: Wolfgang Jeschke, Dokumente über den Zustand des Landes vor der Verheerung
- 1983: Wolfgang Jeschke, Osiris Land
- 1984: Thomas Ziegler, Die Stimmen der Nacht
- 1985: Wolfgang Jeschke, Nekyomanteion
- 1986: Hans Joachim Alpers és Ronald M. Hahn, Traumjäger
- 1987: Karl Michael Armer, Umkreisungen
- 1988: Karl Michael Armer, Die Endlösung der Arbeitslosenfrage
- 1989: Karl Michael Armer, Malessen mitte Biotechnik
- 1990: Werner Zillig, Siebzehn Sätze
- 1991: Thomas Ziegler, Eine Kleinigkeit für uns Reinkarnauten
- 1992: Horst Pukallus, Das Blei der Zeit
- 1993: Erik Simon, Von der Zeit, von der Erinnerung
- 1994: Wolfgang Jeschke, Schlechte Nachrichten aus dem Vatikan
- 1995: Erik Simon, Angela und Karlheinz Steinmüller unter dem Pseudonym Simon Zwystein, Leichter als Vakuum
- 1996: Norbert Stöbe, Der Durst der Stadt

### Legjobb elbeszélés
- 1981: Ronald M. Hahn, Auf dem großen Strom
- 1982: Ronald M. Hahn, Ein paar kurze durch die Zensur geschmuggelte Szenen aus den Akten der Freiheit & Abenteuer GmbH
- 1983: Andreas Brandhorst, Die Planktonfischer
- 1984: Herbert W. Franke, Atem der Sonne
- 1985: Carl Amery, Nur einen Sommer gönnt ihr Gewaltigen
- 1986: Reinmar Cunis, Polarlicht
- 1987: Rainer Erler, Play Future
- 1989: Rainer Erler, Der Käse
- 1990: Gisbert Haefs, Wanderlust
- 1991: Peter Robert, Simulation
- 1992: Peter Schattschneider, Pflegeleicht
- 1993: Angela Steinmüller, Der Kerzenmacher
- 1994: Gert Prokop, Liebe, Du zärtlicher, zitternder Vogel
- 1995: Peter Schattschneider, Brief aus dem Jenseits
- 1996: Michael Ende, Der lange Weg nach Santa Cruz
- 1997: Wolfgang Jeschke, Partner fürs Leben
- 1998: Malte S. Sembten, Blind Date
- 1999: Marcus Hammerschmitt, Wüstenlack
- 2000: Wolfgang Jeschke, Die Cusanische Acceleratio
- 2001: Marcus Hammerschmitt, Troubadoure
- 2002: Wolfgang Jeschke, Allah akbar And So Smart Our NLWs
- 2003: Erik Simon, Spiel beendet, sagte der Sumpf
- 2004: Angela Steinmüller und Karlheinz Steinmüller, Vor der Zeitreise
- 2005: Wolfgang Jeschke, Das Geschmeid]
- 2006: Rainer Erler, An e-Star is born
- 2007: Marcus Hammerschmitt, Canea Null
- 2008: Michael K. Iwoleit, Der Moloch
- 2009: Andreas Eschbach, Survival-Training ésHeidrun Jänchen, Ein Geschäft wie jedes andere
- 2010: Ernst-Eberhard Manski, Das Klassentreffen der Weserwinzer
- 2011: Michael K. Iwoleit, Die Schwelle
- 2012: Frank W. Haubold, Am Ende der Reise
- 2013: Klaus N. Frick, Im Käfig

### Legjobb külföldi regény
- 1984: Brian W. Aldiss, Helliconia Spring
- 1985: Philip K. Dick, VALIS
- 1986: Daniel Keyes, The Minds of Billy Milligan
- 1987: Jerry Yulsman, Elleander Morning
- 1988: Christopher Priest, The Glamour
- 1989: Orson Scott Card, Speaker for the Dead
- 1990: Lucius Shepard, Life During Wartime
- 1991: Iain Banks, The Bridge
- 1992: Iain Banks, The Wasp Factory
- 1993: Iain Banks, Use of Weapons
- 1994: Connie Willis, Doomsday Book
- 1995: Ian McDonald, Scissors Cut Paper Wrap Stone
- 1996: Stephen Baxter, The Time Ships
- 1997: Kate Wilhelm, Death Qualified: A Mystery of Chaos
- 1998: Iain Banks, Excession
- 1999: Ian McDonald, Sacrifice of Fools
- 2000: Greg Egan, Distress
- 2001: Mary Doria Russell, The Sparrow
- 2002: Connie Willis, To Say Nothing of the Dog
- 2003: China Miéville, Perdido Street Station
- 2004: Vernor Vinge, A Deepness in the Sky
- 2005: China Miéville, The Scar
- 2006: China Miéville, Iron Council
- 2007: Robert Charles Wilson, Spin
- 2008: Szergej Lukjanyenko, Spectrum
- 2009: Charles Stross, Glasshouse
- 2010: John Scalzi, The Android's Dream
- 2011: China Miéville, Die Stadt & die Stadt
- 2012: Paolo Bacigalupi, Biokrieg
- 2013: Ted Chiang, Die Hölle ist die Abwesenheit Gottes

### Legjobb fordító
- 1981: Horst Pukallus
- 1982: Horst Pukallus
- 1983: Michael Kubiak
- 1984: Horst Pukallus
- 1985: Horst Pukallus
- 1986: Lore Straßl
- 1987: Lore Straßl
- 1988: Lore Straßl
- 1989: Walter Brumm
- 1990: Irene Holicki
- 1991: nicht vergeben
- 1992: Irene Bonhorst
- 1993: Irene Bonhorst
- 1994: Walter Brumm
- 1995: Ralph Tegtmeier
- 1996: Erik Simon
- 1997: Ronald M. Hahn
- 1998: Irene Bonhorst
- 1999: Harry Rowohlt
- 2000: Bernhard Kempen
- 2001: Horst Pukallus és Michael K. Iwoleit
- 2002: Christian Lautenschlag
- 2003: Eva Bauche-Eppers
- 2004: Hannes Riffel
- 2005: Peter Robert
- 2006: Gerald Jung
- 2007: Volker Oldenburg
- 2008: Hannes Riffel
- 2009: Sara Riffel
- 2010: Ulrich Blumenbach
- 2011: Juliane Gräbener-Müller és Nikolaus Stingl
- 2012: Jasper Nicolaisen és Jakob Schmidt
- 2013: Birgit Herden, Dorothea Kallfass, Hannes Riffel

### Legjobb grafikus
- 1981: Thomas Franke
- 1982: Thomas Franke
- 1983: Ulf Herholz
- 1984: Helmut Wenske
- 1985: Helmut Wenske
- 1986: Helmut Wenske
- 1987: Klaus Holitzka
- 1988: Klaus Holitzka
- 1989: Helmut Wenske
- 1990: Dieter Rottermund
- 1991: Dieter Rottermund
- 1992: Dieter Rottermund
- 1993: Jörg Remé -
- 1994: Karel Thole életművéért
- 1995: Jobst Teltschik
- 1996: Dieter Rottermund
- 1997: incs díjazott
- 1998: Attila Boros
- 1999: Thomas Thiemeyer
- 2000: Mario Franke
- 2001: Fred-Jürgen Rogner
- 2002: Thomas Thiemeyer '
- 2003: Thomas Thiemeyer
- 2004: Thomas Thiemeyer
- 2005: Dirk Berger
- 2006: Thomas Thiemeyer
- 2007: Thomas Franke
- 2008: Franz Vohwinkel
- 2009: Carsten Dörr
- 2010: Franz Vohwinkel
- 2011: Timo Kümmel
- 2012: Alexander Preuss
- 2013: Thomas Franke

### Legjobb rádiójáték
- 1987: Harald Müller, Totenfloß. rendezte: Tábori György. zene: Klaus Buhlert
- 1988: Carl Amery, Das Penthouse-Protokoll. rendezte: Norbert Schaeffer. zene: Matthias Thurow
- 1989: Wolfgang Jeschke, Jona im Feuerofen - oder: Das versehrte Leben. rendezte: Wolf Euba
- 1990: Dieter Hasselblatt, Projekt Ichthanthropos gescheitert. rendezte: Jürgen Dluzniewski
- 1991: Eike Gallwitz, Ambra - Das letzte Geschenk. rendezte: Andreas Weber-Schäfer
- 1992: Hermann Motschach, Midas - oder: Die Auferstehung des Fleisches . rendezte: Andreas Weber-Schäfer
- 1993: Eva Maria Mudrich, Sommernachtstraum
- 1994:

- - Hermann Ebeling, Traumgeschäfte. rendezte: Andreas Weber-Schäfer
  - Friedrich Bestenreiner, Der Krieg der Träume. Regie: Thomas Werner. Musik: Matthias Thurow
- 1995: nincs díjazott
- 1996: Wolfgang Rindfleisch, Uhrwerk Orange rendezte: Wolfgang Rindfleisch. zene: Trötsch
- 1997: Friedrich Bestenreiner, Paradise Hospital Inc.. rendezte: Thomas Werner
- 1998: Karlheinz Knuth, Die Tage nebenan - oder: Da, wo Cäsar nicht ermordet wurde. rendezte: Thomas Werner
- 1999: Heiko Michael Hartmann, MOI. rendezte: Oliver Sturm
- 2000: Marina Dietz Träumen Androiden , rendezte: Marina Dietz
- 2001: nincs díjazott
- 2002: Walter Adler Tokio liebt uns nicht mehr . rendezte: Walter Adler
- 2003: nincs díjazott
- 2004: nincs díjazott
- 2005: Norbert Schaeffer Das letzte Geheimnis rendezte: Norbert Schaeffer
- 2006: Alexander Schuhmacher Das Lewskow-Manuscript. rendezte: Alexander Schuhmacher. zene: Tim Frühwirth, Lömsch Le Mans, Frank Wingold
- 2007: Matthias Scheliga, Amnesia. rendezte: Jürgen Dluzniewski
- 2008: nincs díjazott
- 2009: Bodo Traber & Tilman Zens, Die Flüsterer, rendezte: Petra Feldhoff
- 2010: nincs díjazott
- 2011: nincs díjazott
- 2012: Till Müller-Klug, Sprachlabor Babylon, rendezte: Thomas Wolfertz, zene: Ekkehard Ehlers
- 2013: Heinz von Cramer, Unerwartete Ereignisse, rendezte: Burkhard Schmid

### Legjobb film
- 1987: Rainer Erler, News - Bericht über die Reise in eine strahlende Zukunft
- 1988: Wim Wenders, Der Himmel über Berlin
- 1989: Terry Gilliam, Münchhausen
- 1990: nincs díjazott
- 1991: Peter Fleischmann, Es ist nicht leicht, ein Gott zu sein
- 1992: nincs díjazott
- 1993: David Fincher, Alien 3
- 1994: nincs díjazott
- 1995: nincs díjazott
- 1996: nincs díjazott

### Különdíj
- 1981: Hans Joachim Alpers, Werner Fuchs, Ronald M. Hahn, Wolfgang Jeschke
- 1982: Wolfgang Jeschke
- 1983: Hans Joachim Alpers, Werner Fuchs, Ronald M. Hahn
- 1984: Heinrich Wimmer
- 1985: Joachim Körber
- 1986: Dieter Hasselblatt
- 1987: Ute Bauer, Olaf Rappold, Thomas Tilsner
- 1988: Wolfgang Jeschke
- 1989: Ute Bauer, Olaf Rappold, Thomas Tilsner
- 1990: Walter Froneberg
- 1991: Hans Joachim Alpers
- 1992: Organisationskomitee der SF-Tage Nordrhein-Westfalen
- 1993: Waldemar Kumming
- 1994: Organisationskomitee der SF-Tage Nordrhein-Westfalen
- 1995: Das Team von ALIEN CONTACT
- 1996: Walter Ernsting
- 1997: Wolfgang Jeschke
- 1998: Hermann Urbanek
- 1999: Rudi Schweikert
- 2000: Erik Simon
- 2001: Wolfgang Jeschke
- 2002: Hardy Kettlitz
- 2003: Hans-Peter Neumann
- 2004: Franz Rottensteiner
- 2005: Klaus Bollhöfener
- 2006: Sascha Mamczak, Carl Amery (posztumusz)
- 2007: Christian Pree
- 2008: Helmuth W. Mommers
- 2009: Ernst Vlcek (posztumusz), és Wolfgang Both
- 2010: Guido Latz
- 2011: Dieter von Reeken
- 2012: Helmuth W. Mommers, Hans Joachim Alpers (posztumusz)
- 2013: Ernst Wurdack

## Fordítás
- Ez a szócikk részben vagy egészben  a   Kurd-Laßwitz-Preis című német Wikipédia-szócikk fordításán alapul.  Az eredeti cikk szerkesztőit annak laptörténete sorolja fel. Ez a jelzés csupán a megfogalmazás eredetét és a szerzői jogokat jelzi, nem szolgál a cikkben szereplő információk forrásmegjelöléseként.